# Ramdane Djamel
Ramdane Djamel (în arabă رمضان جمال) este o comună din provincia Skikda, Algeria.
Populația comunei este de 27.194 de locuitori (2008).